# ミルンへカモン! なんしょん?
『ミルンへカモン! なんしょん?』は、岡山放送（OHK）において月曜日から金曜日の夕方に放送されている岡山県・香川県ローカル生活情報番組。

## 概要
OHKは2014年12月5日、この日一般開業したショッピングセンター「イオンモール岡山」5階・6階へスタジオや番組制作機能を移転。そこの5階に設けた「OHKまちなかスタジオ ミルン」に於ける、最初のレギュラー・バラエティー番組である。これを控え、平日午後に放送されていた『エブリのまち』が同年11月に終了し、当番組はその後継番組として、移転翌日の12月6日（土曜日）に放送が開始された。
放送は月曜 - 金曜の夕方（16時台）と土曜の朝（10時台）の週6日となり、土曜の朝の情報番組は2009年3月28日に終了した『あいらぶカフェ』以来となる。なお、2016年4月の改編で土曜日の放送時間が昼（12時台）に枠移動されているほか、各放送翌日未明（放送当日深夜）に再放送が開始されている。再放送の時間は編成上の都合で曜日によって異なるが、おおむね翌1時台 - 2時台である。
制作協力によしもとクリエイティブエージェンシー→吉本興業が加わっており、毎日日替わりで所属タレントがレギュラーで出演している。
2018年（平成30年）7月に発生した西日本豪雨（平成30年7月豪雨）以降、番組の最後に、岡山県内の被災地からのメッセージを伝える「なんしょん?被災地伝言板」が放映されている。
タイトルの「なんしょん?」は、岡山弁と讃岐弁で「何してるの?」という意味。
2022年（令和4年）3月3日、2024年（令和6年）3月1日には毎年3月3日に制定されている「耳の日」に合わせ手話通訳を全編を通じて行った。

## 放送時間
| 期間          | 期間          | 放送時間（JST）       | 放送時間（JST）       | 放送時間（JST） |
| 期間          | 期間          | 月曜日 - 金曜日       | 土曜日                |                 |
| ------------- | ------------- | --------------------- | --------------------- | --------------- |
| 2014年12月6日 | 2015年3月28日 | 15:55 - 16:50（55分） | 09:55 - 10:55（60分） |                 |
| 2015年3月30日 | 2016年4月1日  | 15:50 - 16:50（60分） | 09:55 - 10:55（60分） |                 |
| 2016年4月2日  | 2019年3月16日 | 15:50 - 16:50（60分） | 12:00 - 13:00（60分） |                 |
| 2019年4月2日  | 2019年8月3日  | 17:18 - 17:53（35分） | 10:45 - 11:45（60分） |                 |
| 2019年8月5日  | 2019年9月28日 | 17:13 - 17:53（40分） | 10:45 - 11:45（60分） |                 |
| 2019年9月30日 | 2020年9月19日 | 17:13 - 17:53（40分） | 12:00 - 13:00（60分） |                 |
| 2020年10月5日 | 2021年3月20日 | 16:40 - 17:48（68分） | 12:00 - 13:00（60分） |                 |
| 2021年3月29日 | 2023年3月17日 | 16:15 - 16:50（35分） | （放送終了）          |                 |
| 2023年4月3日  |               | 15:50 - 16:50（60分） | （放送終了）          |                 |

2015年3月30日からは月曜 - 金曜の放送時間が5分繰り上げ・拡大し、15:50 - 16:50の1時間の放送となる。これにより、キー局のフジテレビと同様、この日放送を開始した『直撃LIVE グッディ!』（13:55 - 15:50、翌年4月4日からは13:45 - 15:50に拡大）、『OHKみんなのニュース』（16:50 - 19:00、2018年3月終了）と合わせて5時間5分、生放送の番組が続くこととなる。なお、『グッディ!』からはステブレレスで接続される（2018年9月まで）。また、土曜版については、開始当初は10時台での放送だったが、2016年4月2日からフジテレビにおいて9:55 - 10:25枠で『ライオンのグータッチ』が開始され、岡山放送でも同番組に系列ネットの縛りが掛かっている関係上同時ネットすることとなったため、12時台へ枠移動した。
原則として祝日も休止することなく放送されている。また、2021年3月26日までは平日の場合、岡山・香川地区で重大なニュースまたは自然災害が発生し、本番組の時間帯にローカル報道特番が組まれるか、全国レベルの重大ニュースが発生し『Live News イット!・第2部』を臨時フルネットとする場合は休止となっていた。その他、年末年始は特番編成で休止になるが、年始初回はキー局の帯番組よりは遅めとなる。
2019年4月の改編により、平日版（月曜 - 金曜）の放送時間が同月2日から17:18 - 17:53に（同月1日放送開始の『OHK Live』に岡山・香川ローカル枠としてインサートする形で内包。ただし一部番組欄では独立で表示されている）、土曜版の放送時間が10:45-11:45に、それぞれ変更。平日版は17時台に移動になったため番組中常時表示されている番組ロゴの左に時刻表示も新たに表示された。さらに、同年8月5日からは平日版の開始時刻を17:13に繰り上げた。
なお、毎年2月第1日曜に開催される『香川丸亀国際ハーフマラソン』の中継に伴う準備など、局の都合により臨時に休止となる。前者については金曜と土曜の放送が休止となる。2018年度までは休止の代替枠はテレショップや再放送に、平日に関しては2019年度以降休止の場合は『Live News イット!』17時台のフルネットとなる。
2020年10月の改編により、平日版 (月曜-金曜)の放送時間が同月5日から16:40-17:48までの放送になり、『Live News イット! 第2部』の部分ネットを挟んだ2部構成となった。
2021年4月改編より、平日版 （月曜 - 金曜）の放送時間が3月29日から16:15 - 16:50になり、16:50以降は今まで本番組内包扱いで17:12.30まで部分ネットしていた『Live News イット!』の17時台を単独番組扱いでフルネットすることになり、2019年4月からの『インサートする』形の番組構成は終了した。なお、平日夕方のフジテレビの報道番組の17時台をフルネットするのは2019年3月まで以来2年ぶりとなる。なお、祝日編成等で全編休止となる場合は『Live News イット!』の16時台を単独番組扱いで臨時にフルネットとする場合がある。
また、番組開始当初から放送していた土曜版の放送は終了し、この番組は平日夕方の放送のみになった。
2023年4月改編より、放送時間が同月3日より15:50 - 16:50になり、2019年3月以前の放送時間に戻ることになった。

## 出演者
番組開始当時の平日MCには、OHKアナウンサーとしては2007年以来7年ぶりの出演である黒住祐介と、当時入社1年目の矢野みなみが起用された。黒住は2016年7月1日の放送をもって番組を卒業し、翌週の7月4日より、当番組で土曜日中継レポーターを務めていた渡邉大祐が矢野と平日MCを務めた。土曜MCは、これまで平日に放送されていた『エブリのまち』のMCを担当した上岡元と神谷文乃が務めていた。渡邊は2020年3月18日の放送をもって卒業した。
2017年春の番組改編では、神谷が3月25日の放送をもって番組を卒業。前年度まで『みんなのニュース』のキャスターを担当した萩原渉と淵本恭子が出演者に加わり、平日MCを渡邊と淵本、土曜MCを萩原と矢野が務める。
- MC
  - 萩原渉・藤本紅美（月曜 - 水曜）
  - 森夏美[7]・佐藤理子（木曜）
  - 中塚美緒[8]・佐藤樹理（金曜）
- リポーター[注 10]
  - 森夏美[9]
- レギュラー
  - 江西あきよし（隔週火曜日）
  - 浅越ゴエ（ザ・プラン9）（隔週水曜日）
  - ネイビーズアフロ（隔週木曜日）
  - リンクアップとっしー（金曜日）
  - ハロー植田[10]
  - 梶剛

### 過去の出演者
- 黒住祐介（平日MC、2014年12月 - 2016年7月) - 気象予報士として番組終盤の天気予報も担当。降板後の2016年8月には特別企画（小学生によるお天気キャスター体験のサポート）で出演した。担当後期は「アミーゴ黒住祐介」名義で出演していた[注 11]。
- 神谷文乃（土曜MC、2014年12月 - 2017年3月）
- 岡田愛マリー（リポーター、2016年7月 - 2017年3月）
- 久保さち子（リポーター、2016年7月 - 2019年9月）
- 渡邊大祐（平日MC、2014年12月 - 2020年3月）
- 矢野みなみ（平日MC、2014年12月 - 2020年3月）
- 淵本恭子（平日MC、2017年4月 - 2021年3月）
- 上岡元（金曜・土曜MC、2014年12月 ‐ 2021年3月）
- 今川菜緒（木曜MC、2019年10月 - 2025年3月14日）
- 佐藤理子（木曜MC、2023年7月 - 2025年3月14日）

### 過去のレギュラー出演者
- トット（2014年12月 - 2020年3月）
- ヤナギブソン（2014年12月 - 2020年6月）
- ネイビーズアフロ（2020年4月 - 2021年3月）[注 12]
- 土肥ポン太（2014年12月 - 2020年6月）
- 西川忠志（2014年12月 - 2020年6月）[注 13]
- 比留木謙司（2020年 - 2023年7月）

## 主なコーナー
なるほどNEWS
日替わりでいろいろな特集を放送。
覗き見48
金曜に不定期で放送されていた『クイズ!なんしょん48』が、リニューアルして火曜に移転。
NMB48メンバーがレポーターとなり、通常では見られない場所に潜入する。
ゴエのご縁です
浅越ゴエが取材先に訪れる。
値切ってちょ〜だい!
リンクアップとっしーがスーパーや店舗で値切り交渉を行う。値切りが成立した商品は放送後、実際に値引き販売される。
ズボラみなみの楽に生きたいの。
矢野みなみアナウンサー進行によるコーナー。
なんしょん?な旅
2017年2月7日の放送では笠岡・六島を訪れていた。
ミルンへカモン!
視聴者参加コーナー。団体が出演し、スタジオ内でイベントや商品などの宣伝を行う。
今夜のニュースのラインナップ
『みんなのニュース』（現：『OHKプライムニュース』）16:50 - 17:00のローカル枠廃止による事実上の代替コーナー。その日伝えるニュースや特集の内容を伝える。2016年4月4日より開始。
OH!マイ瀬戸内
土曜日の『なんしょん?』内で上岡アナがVTR出演、スタジオ進行を担当する。
なんしょん?クイズ
全国共通商品券3000円分が当たるクイズ。この日にする内容から問題を出し、視聴者が答えの番号に電話を掛けるという内容。番組のどこかで生電話を行い、5回コールで出れば3000円分の商品券が当たる。また、電話に出られなかった場合は翌日にキャリーオーバーされる。
エンタメSHOW
岡山の映画・音楽・ミュージカルなどに関する情報を紹介するコーナー。

### 過去に放送されたコーナー
もんぜんまっぷ
古くから信仰を集めるお寺や神社周辺にある門前町を歩き、オリジナルのマップを完成させていくコーナー。ナビゲーターの天野こうゆうと、旅のお供であるNMB48のメンバーが出演する。前番組『エブリのまち』から続くコーナーであり、本番組では2015年1月6日放送分で再開し、同年3月24日放送分をもって終了した。
The second
つば男ラーメン部
つばさ男子プロダクションに所属する男性アイドルグループ・CUBERS、THE SUPER FRUIT、世が世なら!!!の3組から選抜されたメンバーがリポーターとなり、岡山のラーメン店を取材する。月に一度放送。2023年4月11日放送分から開始し、2024年3月12日放送分をもって終了した。